# Independence (Californië)
Independence is een plaats (census-designated place) in de Amerikaanse staat Californië, en valt bestuurlijk gezien onder Inyo County. Independence ligt in de Owens Valley, in de woestijn van het Grote Bekken.

## Demografie
Bij de volkstelling in 2000 werd het aantal inwoners vastgesteld op 574.

## Geografie
Volgens het United States Census Bureau beslaat de plaats een oppervlakte van
10,4 km², geheel bestaande uit land. Independence ligt op ongeveer 1198 m boven zeeniveau.

## Plaatsen in de nabije omgeving
De onderstaande figuur toont nabijgelegen plaatsen in een straal van 56 km rond Independence.